# میدان گازی هالگان

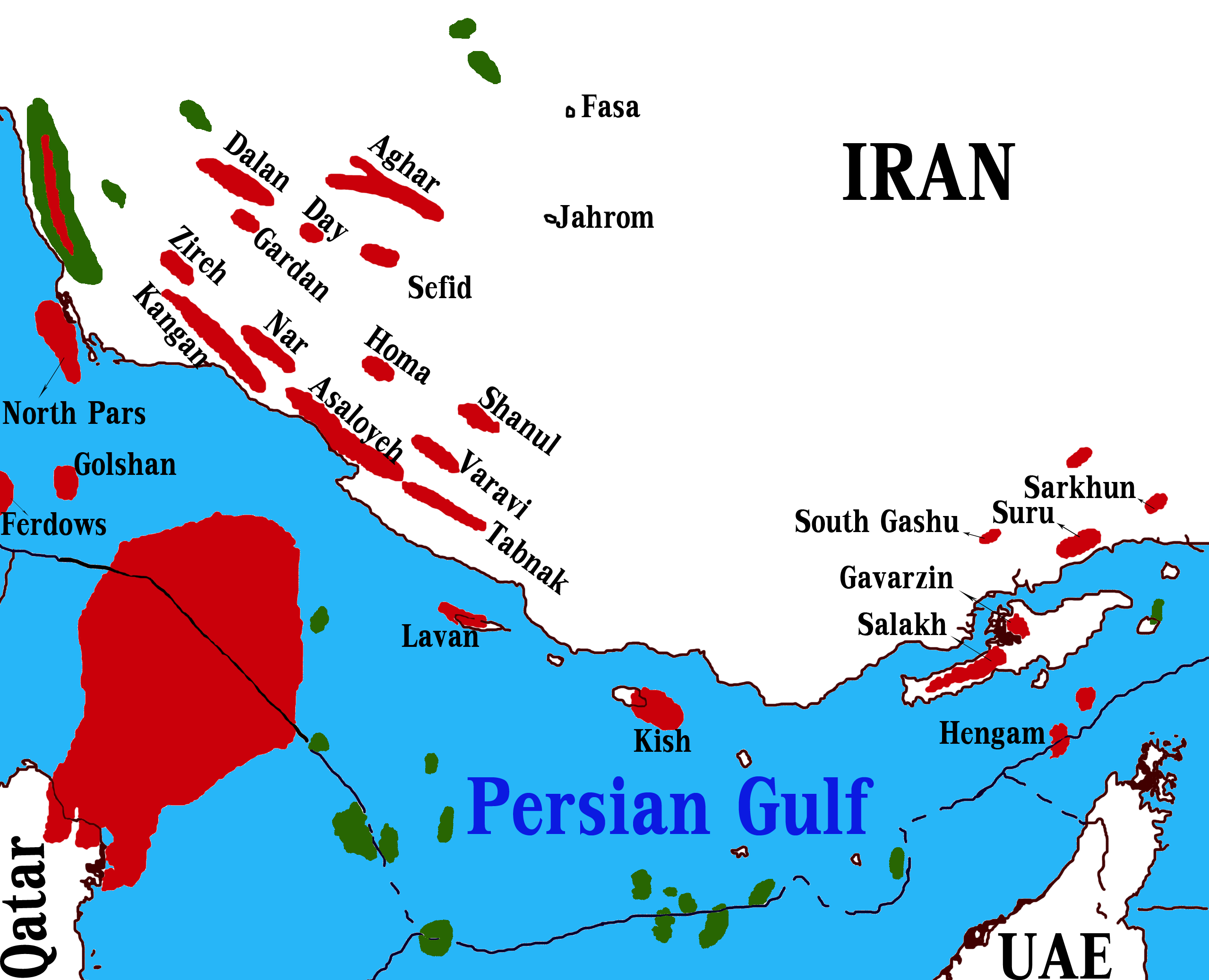
میدان‌های گازی ایران

میدان گازی هالگان، در ۷۳ کیلومتری شمال عسلویه و در جنوب استان فارس در ۲۵ کیلومتری جنوب میدان گازی سفید باغون و شمال میدان گازی سفید زاخور و میدان گازی دی قرار گرفته‌است.
یک پروژه بزرگ لرزه‌نگاری دو بعدی، به وسعت یک هزار کیلومتر مربع، خط لرزه‌نگاری در سال ۱۳۸۳ تا ۱۳۸۴ در جنوب استان فارس اجرا شد، که در پی آن، میدان هالگان و چند میدان گازی دیگر، در این استان کشف گردید... طول این میدان برابر ۵۰ کیلومتر و عرض آن، ۱۱ کیلومتر می‌باشد.
حجم ذخیره گاز درجای میدان هالگان، ۱۲ تریلیون و ۴۰۰ میلیارد فوت مکعب، معادل ۳۵۵ میلیارد مترمکعب است. با توجه به ضریب بازیافت حدود ۷۰% درصد این میدان، هشت تریلیون و ۹۳۸ میلیارد فوت‌مکعب از گاز آن، قابل استحصال می‌باشد.
همچنین حجم میعانات گازی درجا، در میدان هالگان، ۲۴۹ میلیون بشکه برآورد شده، که از این میزان، حدود ۹۸ میلیون بشکه آن، قابل استحصال است.
شایان ذکر است که، ارزش تقریبی اقتصادی گاز و میعانات گازی میدان هالگان، در حدود ۸۳ میلیارد دلار میباشد. این در حالی است، که برای اکتشاف این میدان گازی، فقط ۳۶ میلیون دلار، در مدت زمان ۵/۲ سال، هزینه شده‌است.
با توسعه این میدان گازی، امکان تولید روزانه ۵۰ میلیون مترمکعب گاز، برای مدت ۲۰ سال فراهم می‌شود.